# Henneberg
Henneberg è una frazione (Ortsteil) della città tedesca di Meiningen.

## Storia
Il 1º gennaio 2019 il comune di Henneberg venne soppresso e aggregato alla città di Meiningen.